# Antón Paz
Antón Paz Blanco (Madrid, 8 de agosto de 1976) es un deportista español que compitió en vela en la clase Tornado. Fue campeón olímpico en Pekín 2008, bicampeón mundial y campeón europeo.

## Trayectoria
Nació en Madrid, aunque creció y se formó deportivamente en Villagarcía de Arosa (Pontevedra).
Participó en dos Juegos Olímpicos de Verano, obteniendo una medalla de oro en Pekín 2008, en la clase Tornado (junto con Fernando Echávarri), y el octavo lugar en Atenas 2004, en la misma clase.
Ganó dos medallas de oro en el Campeonato Mundial de Tornado, en los años 2005 y 2007, y una medalla de oro en el Campeonato Europeo de Tornado de 2005.
Disputó una campaña de la vuelta al mundo Ocean Race con el equipo Telefónica, en la temporada 2008-09 con el barco Telefónica Negro.
Se retiró de la competición después de no poder clasificarse para los Juegos Olímpicos de Río de Janeiro 2016. Posteriormente, se dedicó a entrenar a deportistas de élite en el Centro Gallego de Vela.
En 2005 fue nombrado Regatista Mundial del Año por la Federación Internacional de Vela junto con su compañero de la clase Tornado, Fernando Echávarri. En 2009 fue condecorado con la medalla de oro de la Real Orden del Mérito Deportivo.

## Palmarés internacional
| \| Juegos Olímpicos \| Juegos Olímpicos \| Juegos Olímpicos \| Juegos Olímpicos \| \| Año \| Lugar \| Medalla \| Clase \| \| ------------------ \| --------------------- \| ---------------- \| ---------------- \| \| 2008 \| Pekín (China) \| Medalla de oro \| Tornado \| \| Campeonato Mundial \| \| \| \| \| Año \| Lugar \| Medalla \| Clase \| \| 2005 \| La Rochelle (Francia) \| Medalla de oro \| Tornado \| \| 2007 \| Cascaes (Portugal) \| Medalla de oro \| Tornado \| \| Campeonato Europeo \| \| \| \| \| Año \| Lugar \| Medalla \| Clase \| \| 2005 \| Västervik (Suecia) \| Medalla de oro \| Tornado \| |                       |                |         |
| Juegos Olímpicos |                       |                |         |
| Año | Lugar                 | Medalla        | Clase   |
| 2008 | Pekín (China)         | Medalla de oro | Tornado |
| Campeonato Mundial |                       |                |         |
| Año | Lugar                 | Medalla        | Clase   |
| 2005 | La Rochelle (Francia) | Medalla de oro | Tornado |
| 2007 | Cascaes (Portugal)    | Medalla de oro | Tornado |
| Campeonato Europeo |                       |                |         |
| Año | Lugar                 | Medalla        | Clase   |
| 2005 | Västervik (Suecia)    | Medalla de oro | Tornado |